# Al’Dino
Aldin Kurić, besser bekannt unter dem Namen Al’Dino (* 21. März 1970 in Jajce, Bosnien und Herzegowina), ist ein bosnischer Musiker. Seine Werke sind nicht zu einer bestimmten Musikrichtung zuzuordnen. Al’Dinos Stilrichtung ist eher eine Mischung aus traditioneller bosnischer Volksmusik, dem modernen Turbofolk, Jazz sowie Pop. Durch zahlreiche Duette, sowie Auftritte in verschiedenen Ländern Europas hat er zunehmend an Bekanntheitsgrad gewonnen, wird aber dennoch hauptsächlich in den Ländern des ehemaligen Jugoslawiens, vor allem Bosnien und Herzegowina, Kroatien und Serbien gehört.

## Leben
Kurić begann mit fünf Jahren in der elementaren Musikschule mit dem Gitarrenspiel und Klavierspiel. Im Alter von sechzehn Jahren wurde er Mitglied einer Jazz-Fusion-Band und lernte Bassgitarre zu spielen. In Jajce lebte er bis zu seinem 18. Geburtstag und nach abgeleisteter Wehrpflicht ging er nach Sarajevo, um dort Medizin zu studieren. Doch schon bald beschäftigte er sich hauptsächlich mit Musik, denn sein Interesse galt dort der Jazz-Musik. Er spielte in vielen Clubs der Stadt als Bassist. Zur gleichen Zeit pflegte er die bosnische Tradition und Folklore Sevdah und das Erbe des verstorbenen Sevdalinkaspielers Zaim Imamović. Al’Dino begann zunächst als Musiker in zahlreichen Restaurants von Sarajevo sein Geld zu verdienen. Nach Ausbruch des Krieges im Frühjahr 1992, floh er aus seiner Heimat nach Stuttgart und spielte Bass-Gitarre mit anderen bekannten Musikern wie Dino Merlin, Hari Mata Hari, Halid Bešlić, Safet Isović und Haris Džinović. Gleichzeitig studierte er Jazz in Freiburg und spielte mit internationalen Musikern in Clubs. Als „one man band“ legte er sich den Künstlernamen Al’Dino zu und sang und spielte in sieben Sprachen in deutschen und italienischen Restaurants. 1998 kehrte Kurić nach Bosnien zurück und nahm die ersten Songs für sein erstes Solo-Album Odlaziš („Du gehst“) auf. Der Titelsong Odlaziš wurde sein erster großer Hit in Bosnien.

## Karriere
Am 10. März 2001 nahm Al’Dino am BiH Eurosong 2001, der bosnischen Vorentscheidung zum Eurovision Song Contest, mit dem Lied Sve ti oprastam teil und belegte den 2. Platz. Im folgenden Jahr bewarb er sich dann erneut am 23. Februar 2002 beim BiH Eurosong 2002 mit dem Lied Sanjam bolji svijet und belegte den 3. Platz.
2003 veröffentlichte Al’Dino sein zweites Album mit dem Titel Na drugoj adresi („An eine andere Adresse“). Aus diesem Album stammen mehrere Hits wie Sanjam bolji svijet, Sedam godina, Sve će ovo jednom proći. Im Jahr 2005 veröffentlichte er sein drittes Album Kopriva. Der Song Kopriva entwickelte sich zu seinem größten Hit zu jener Zeit, mit dem er auf dem Westbalkan an Bekanntheitsgrad gewann.  Das Album Kopriva wurde letzten Endes auch als Album des Jahres in Bosnien und Herzegowina gekürt und erhielt Auszeichnungen, wie etwa den Davorin Grand Prix beim Radio-Festival in Zenica, den Hit des Jahres 2007 in Serbien sowie weitere Music Awards.
Er gewann das Radio-Festival in Serbien Feras mit dem Lied Ko ljudi. Mit Stariji erhielt er die Auszeichnung Schönste Ballade. Das Lied Po tebi me poznaju sang er im Duett mit der serbischen Sängerin Goca Tržan.
2008 kam sein viertes Album heraus. Der Song Nikad mi se ne spava ist ein Duett mit Mostar Sevdah Reunion. Im März 2010 erschien Al’Dinos Single Srce se predalo und im Juli 2011 veröffentlichte er sein fünftes Album mit dem Titel Zavjet ljubavi („Liebesschwur“).

## Diskografie

### Alben
- 2000: Odlaziš („Du gehst“)
- 2002: Na drugoj adresi („An einer anderen Adresse“)
- 2005: Kopriva („Brennnessel“)
- 2008: Stariji („Älter“)
- 2011: Zavjet ljubavi („Liebesschwur“)

### Singles (Auswahl)
- 2005: Kopriva
- 2005: Čaršija
- 2008: I Sad Me Po Tebi Poznaju